# Nipso Brantner
Nipso Brantner (* 11. September 1935 in Villach; † 1996 in München) war ein österreichischer Geiger, der sowohl im Country-Genre als auch im Jazz hervortrat.

## Wirken
Brantner, der zunächst eine Karriere als Tänzer versuchte, spielte in den späten 1950er Jahren bei Jim Carters Texas Rangers. Dann legte er als Nipso mehrere Singles vor. 1966 gründete er mit dem Steelguitar-Spieler Frank Baum seine „Swinging Cowboys“, mit denen er das Album Die grosse Westernschau veröffentlichte. Es folgten Engagements bei Hazy Osterwald und Jim Briscoe. 1971 lud Joachim Ernst Berendt Brantner zu einem „Gipfeltreffen“ der zeitgenössischen Jazzgeiger bei den Berliner Jazztagen ein. Dann war er mit dem Hot Club Munich aktiv. 1979 wurde er mit Schmitto Kling, Zipflo Reinhardt und Hannes Beckmann zur Aufnahme eines Gypsy Jazz Violin Summit geholt. 1978 gründete er mit Frank Baum noch die Gruppe Train, die 1980 eine Single aufnahm. Er ist auch auf dem Album Sekt oder Selters von Marius Müller-Westernhagen zu hören.

## Diskographische Hinweise
- Nipso Brantner & die Swinging Cowboys Die grosse Westernschau (Fass 1969, mit Frank Baum, Chuck Herrmann, Willie Haunschild, Laczo Brantner)[2]
- Electric Gipsy (Liberty 1971)
- Nipso Brantner & The Hot Club Munich (Karussell 1972)
- Nipso Brantner & The Hot Club Munich: Swinging Violin (BASF 1974)[4]
- Hannes Beckmann, Nipso Brantner, Schmitto Kling, Zipflo Reinhardt The Gipsy Jazz Violin Summit (MPS  1979, mit Otto Weiß, Gary Todd, Charly Antolini)
- Czigan Love Songs (2006)

## Lexikalischer Eintrag
- Bear Family Lexikon[2]